# Queich
Queich er en flod i  den tyske delstat Rheinland-Pfalz, og en af Rhinens bifloder  fra venstre med en længde på 52 km. Den har sit udspring i Wasgau i den sydlige del af Pfälzer Wald ved Hauenstein og munder ud i Rhinen ved Germersheim. Sammen med floderne Speyerbach, Lauter og Schwarzbach afvander den Pfälzer Wald. Floden løber gennem byerne Landau, Germersheim og Annweiler.
49°13′39″N 8°23′05″Ø / 49.2275°N 8.3846°Ø